# Боджи, Джорджо
Джорджо Боджи (итал. Giorgio Bogi; род. 24 июня 1929, Специя, Италия) — итальянский политик и хирург.

## Биография
Джорджо Боджи родился 24 июня 1929 года.
Он получил образование в области медицины и хирургии и работал врачом до 1970-х годов.
Был членом Итальянской республиканской партии, а в 1972 году впервые был избран депутатом парламента.
Он занимал должность заместителя министра почты и телекоммуникаций в правительствах, возглавляемых Коссигой, Форлани и Спадолини, с 4 апреля 1980 года по 1 декабря 1982 года. Он занимал тот же пост с 4 августа 1983 года по 17 апреля 1987 года в двух правительствах, возглавляемых Беттино Кракси.
В 1994 году основал вместе с Джузеппе Айала и Либеро Гуальтьери новую политическую партию, Республиканских левых, которая была связана с Демократическим альянсом.
С 14 марта 1997 года по 21 октября 1998 года Боги занимал должность министра по связям с парламентом в кабинете Проди.